# Kimula tuberculata
Kimula tuberculata is een hooiwagen uit de familie Minuidae.